# Halbmarathon-Weltmeisterschaften 2018

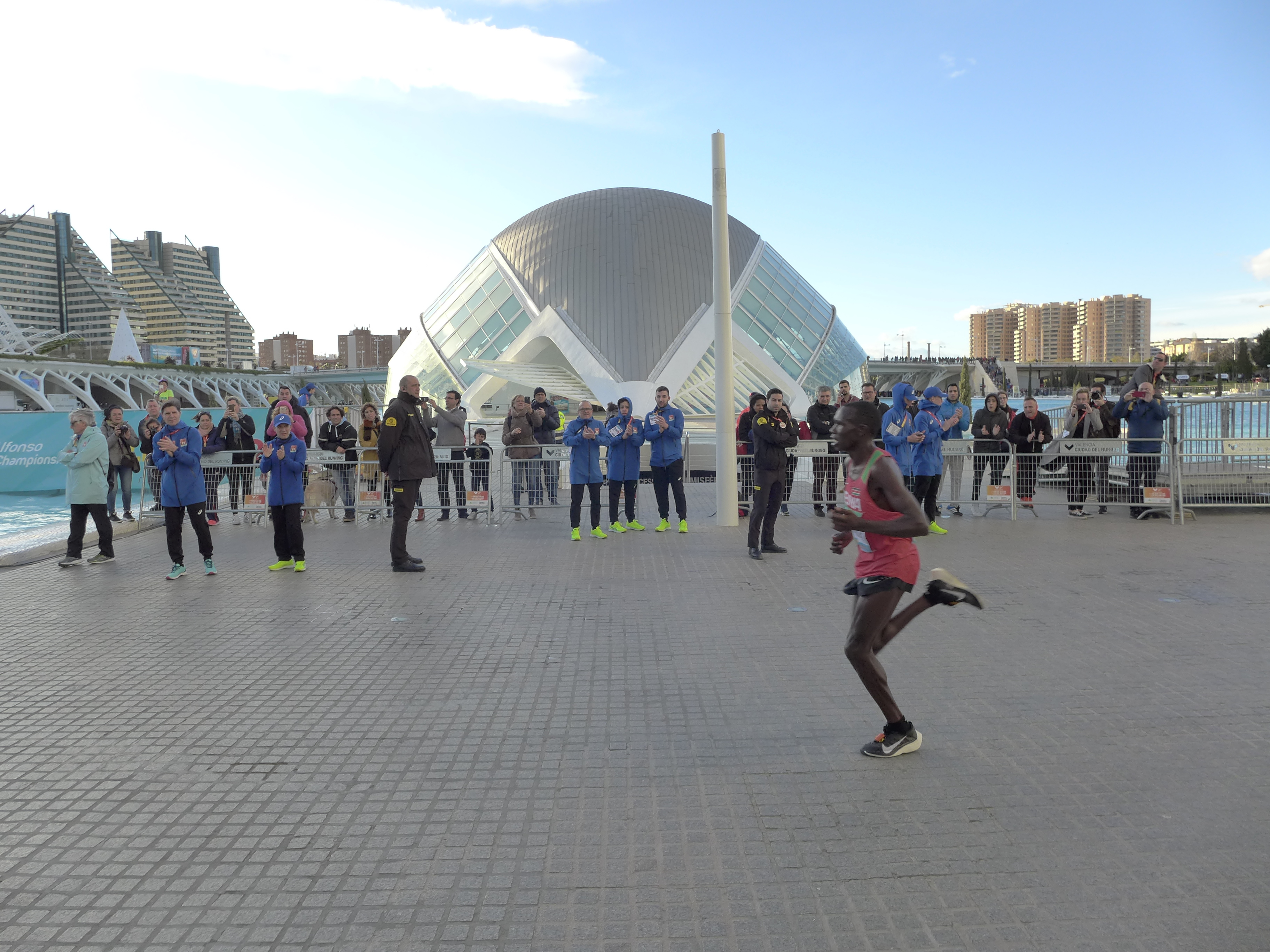
Der Sieger Geoffrey Kipsang Kamworor kurz vor dem Ziel

Die 23. Halbmarathon-Weltmeisterschaften (offiziell: IAAF/Trinidad Alfonso World Half Marathon Championships Valencia 2018) wurden am 24. März 2018 in Valencia ausgetragen. Der Leichtathletik-Weltverband IAAF hatte die Veranstaltung in seiner Sitzung vom 10. März 2016 an die spanische Großstadt vergeben. Damit fand der Wettbewerb zum zweiten Mal in Spanien statt, nachdem Palma de Mallorca 1996 Gastgeber der 5. Halbmarathon-Weltmeisterschaften gewesen war.
Für Amateursportler bestand die Möglichkeit, an einem Massenrennen teilzunehmen, das gleichzeitig mit dem Elitefeld der Männer gestartet wurde. Das Elitefeld der Frauen startete 25 Minuten davor. Die Wettkampfstrecke war ein Rundkurs mit Start und Ziel auf dem Gelände der Ciutat de les Arts i les Ciències.
Für die Eliterennen waren 315 Athleten aus 87 Nationen nominiert worden. Für das offene Massenrennen lagen laut Veranstalter rund 14.200 Meldungen aus 83 Ländern vor.
Bei den Frauen gewann die Äthiopierin Netsanet Gudeta Kebede. Mit ihrer Siegerzeit von 1:06:11 Stunden erzielte einen neuen Halbmarathonweltrekord für reine Frauenrennen und unterbot die alte Bestmarke von Lornah Kiplagat um 14 Sekunden. Im Männerrennen siegte der Kenianer Geoffrey Kipsang Kamworor zum dritten Mal in Folge bei Halbmarathonweltmeisterschaften. Sowohl bei den Männern als auch bei den Frauen gewann Äthiopien die Teamwertung, die sich aus der Addition der Zeiten der jeweils drei Bestplatzierten einer Nation berechnet.

## Ergebnisse

### Männer

#### Einzelwertung
| Platz | Athlet                    | Land | Zeit (h) |
| ----- | ------------------------- | ---- | -------- |
| 1     | Geoffrey Kipsang Kamworor | KEN  | 1:00:02  |
| 2     | Abraham Cheroben          | BRN  | 1:00:22  |
| 3     | Aron Kifle                | ERI  | 1:00:31  |
| 4     | Jemal Yimer               | ETH  | 1:00:33  |
| 5     | Getaneh Molla             | ETH  | 1:00:47  |
| 6     | Betesfa Getahun           | ETH  | 1:00:54  |
| 7     | Amanuel Mesel             | ERI  | 1:00:58  |
| 8     | Julien Wanders            | SUI  | 1:01:03  |

#### Teamwertung
| Platz | Land und Athleten                                                                   | Zeit (h)                        |
| ----- | ----------------------------------------------------------------------------------- | ------------------------------- |
| 1     | Äthiopien Jemal Yimer (4.) Getaneh Molla (5.) Betesfa Getahun (6.)                  | 3:02:14 1:00:33 1:00:47 1:00:54 |
| 2     | Kenia Geoffrey Kipsang Kamworor (1.) Leonard Barsoton (12.) Barselius Kipyego (15.) | 3:02:40 1:00:02 1:01:14 1:01:24 |
| 3     | Bahrain Abraham Cheroben (2.) Aweke Ayalew (11.) Albert Rop (13.)                   | 3:02:52 1:00:22 1:01:09 1:01:21 |

### Frauen

#### Einzelwertung
| Platz | Athletin               | Land | Zeit (h) |
| ----- | ---------------------- | ---- | -------- |
| 1     | Netsanet Gudeta Kebede | ETH  | 1:06:11  |
| 2     | Joyciline Jepkosgei    | KEN  | 1:06:54  |
| 3     | Pauline Kaveke Kamulu  | KEN  | 1:06:56  |
| 4     | Eunice Chumba          | BRN  | 1:07:17  |
| 5     | Zeineba Yimer          | ETH  | 1:08:07  |
| 6     | Meseret Belete         | ETH  | 1:08:09  |
| 7     | Desi Mokonin           | BRN  | 1:08:10  |
| 8     | Bekelech Gudeta        | ETH  | 1:08:12  |

#### Teamwertung
| Platz | Land und Athletinnen                                                             | Zeit (h)                        |
| ----- | -------------------------------------------------------------------------------- | ------------------------------- |
| 1     | Äthiopien Netsanet Gudeta Kebede (1.) Zeineba Yimer (5.) Meseret Belete (6.)     | 3:22:27 1:06:11 1:08:07 1:08:09 |
| 2     | Kenia Joyciline Jepkosgei (2.) Pauline Kaveke Kamulu (3.) Ruth Chepngetich (13.) | 3:23:03 1:06:54 1:06:56 1:09:12 |
| 3     | Bahrain Eunice Chumba (4.) Desi Mokonin (7.) Dalila Abdulkadir (9.)              | 3:23:39 1:07:17 1:08:10 1:08:12 |